# Romelanda pastorat
Romelanda pastorat är ett pastorat i nordöstra Kungälvs kommun i Bohuslän, Västra Götalands län.
Pastoratet består två församlingar:
- Romelanda församling (pastoratets moderförsamling)
- Kareby församling, annexförsamling

Fram till 1942 var Romelanda församling annexförsamling till Kareby församling i ett Kareby pastorat.
Vid en brand i Romelanda prästgård 1815 förstördes pastoratets arkiv och därmed kyrkböcker för släktforskning.
Pastoratet tillhör Göta Älvdalens kontrakt (före 1 april 2007 Älvsyssels södra kontrakt) i Göteborgs stift.
Pastoratskod är 080502.

## Geografisk omfattning
Pastoratet ligger vid Göta älv, som utgör pastoratets östra gräns. Inlandet väster därom ingår i pastoratet och sträcker sig in mot Kungälvs kommuns geografiska centrum där Kareby församling ligger. Kareby kyrka ligger också vid motorvägen E6 mitt i inlandet. I söder gränsar pastoratet mot Kungälvs pastorat och Kungälvs församling.

## Kyrkor
Förutom församlingskyrkorna Romelanda kyrka och Kareby kyrka hör även Norrmannebro kapell i Norrmannebro i Romelanda församling till pastoratet. Denna kyrka ligger på sluttningen mot Göta älv och syns från tåget och vägen på andra sidan älven.